# Athletische Sportvereeniging Oostende KM
L'Athletische Sportvereeniging Oostende KM fou un equip de futbol belga de la ciutat d'Oostende.

## Història
El club va ser fundat el 1911 com Association Sportive Ostendaise, amb número de matrícula 31. El seu primer ascens a primera divisió fou l'any 1969.
Evolució del nom:
- 1911: Association Sportive Ostendaise
- 1920: Association Sportive Ostendaise-Oostendsche Sportvereniging[3]
- 1947: Athletische Sportvereeniging Oostende Koninklijke Maatschappij

El 1981 es fusionà amb KVG Oostende, donant vida al KV Oostende.